# BWIA West Indies Airways
BWIA West Indies Airways Limited, (anche nota col nomignolo "Bee-wee") è stata la compagnia aerea di bandiera di Trinidad e Tobago. Al 2006, era una delle più grandi ed importanti aerolinee dei Caraibi, operante un ampio raggio di voli per gli USA, il Canada e il Regno Unito. Era basata al Piarco International Airport (POS) di Port of Spain, con basi secondarie al Grantley Adams International Airport (BGI) e al Cheddi Jagan International Airport (GEO). La sede si trovava presso il BWIA Administration Building di Piarco (Tunapuna-Piarco)
L'8 settembre 2006 l'azienda annunciò che avrebbe interrotto le operazioni il 31 dicembre 2006. Circa 1700 dipendenti furono poi riassunti nella compagnia che la sostituì, la Caribbean Airlines.

## Storia

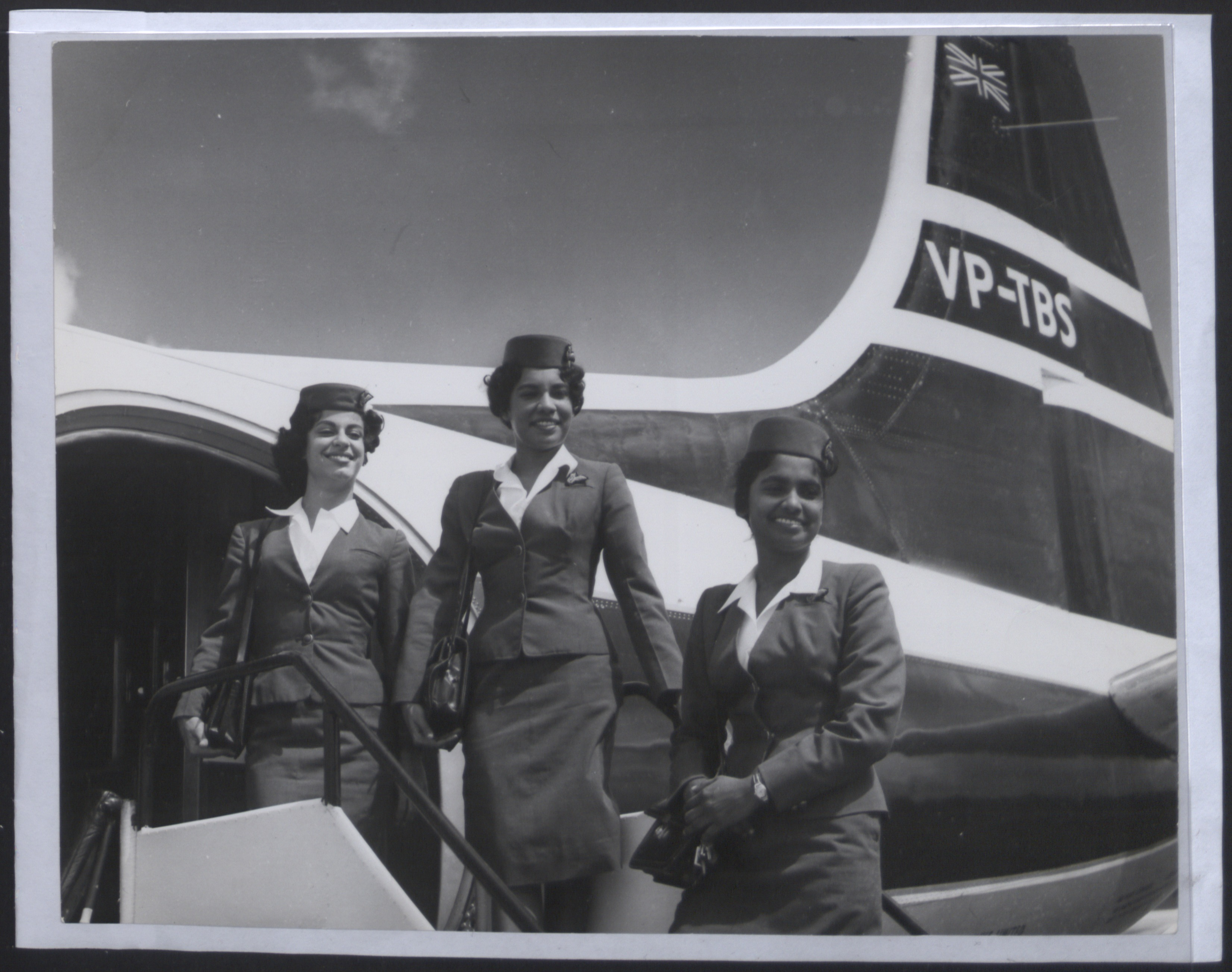
Hostess BWIA, 1955

La British West Indian Airways fu fondata il 27 novembre 1939 dal neozelandese Lowell Yerex.  Le operazioni di volo iniziarono il 27 November 1940 con un Lockheed Lodestar sulla tratta Trinidad-Barbados.  Verso il 1942, la compagnia possedeva tre di questi aerei. Nel 1947, la BWIA fu rilevata dalla British South American Airways (BSAA), venendo rinominata British International Air Lines. Il nome 'BWIA' fu ripristinato il 24 giugno 1948. La flotta in questo periodo era costituita da velivoli Vickers Viking.
Nel 1949, la BSAA si unì alla British Overseas Airways Corporation e la BWIA divenne una compagnia sussidiaria della BOAC. Tra il 1955 e il 1960 la flotta fu arricchita da velivoli Vickers Viscount e Bristol Britannia, per operare la tratta Trinidad-Londra, via New York.  Nel 1960 la BWIA aprì la sua sede stabile a Port of Spain. Il 1º novembre 1961 il governo di Trinidad e Tobago acquisì il 90% delle azioni della compagnia, e raggiunse il 100% nel 1967.

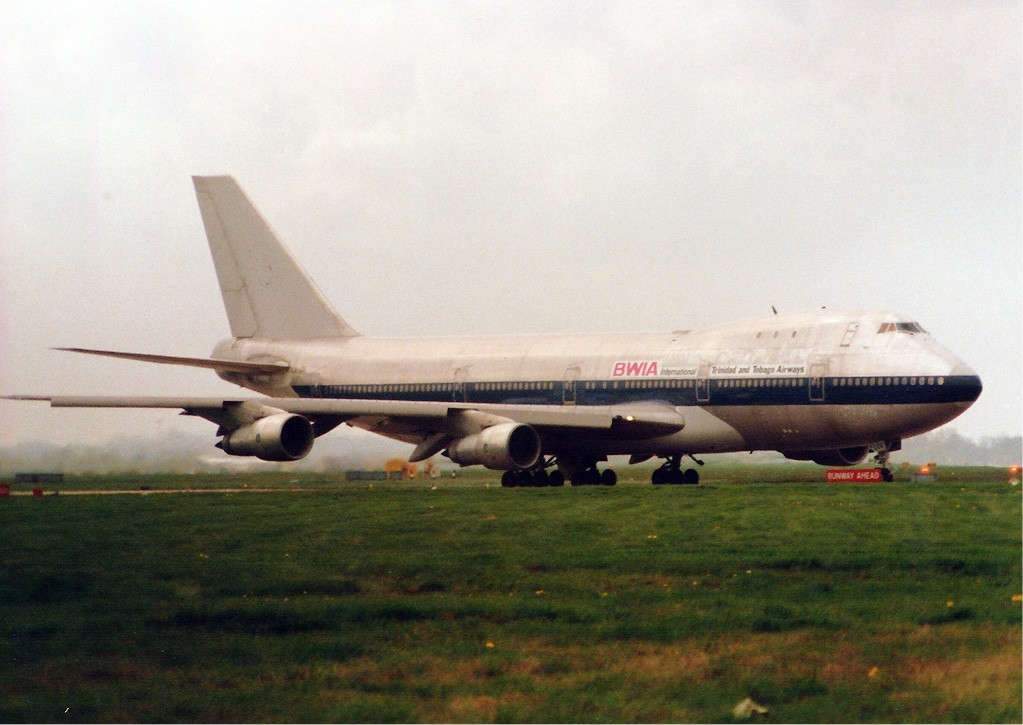
Boeing 747-100 della BWIA nel 1987.

Il 1967 segnò anche l'inizio dell'era del jet, in quanto la compagnia acquistò i nuovi Boeing 727-100, che rimpiazzarono i Vickers Viscount.  Nel 1975 arrivarono anche dei Boeing 707, che furono usati nei voli per Londra. La BWIA fu rinominata BWIA International Airways nel 1980 dopo la fusione con Trinidad and Tobago Air Services (fondata dal governo nel 1974), diventando unica compagnia di bandiera. Nello stesso anno i Boeing 707 furono sostituiti dai trireattori Lockheed L-1011-500 TriStar wide body. Nel 1986, la BWIA acquisì il suo primo McDonnell Douglas MD-83, che affiancò i preesistenti Douglas DC-9-50.
Nel 1994, la compagnia fu in parte privatizzata. Una ristrutturazione del network lasciò solo Londra e Francoforte come destinazioni europee. Furono emessi ordini per velivoli Boeing 757 e 767, poi cancellati in favore degli Airbus A321 ed Airbus A340. Il 22 febbraio 1995, il governo di Trinidad e Tobago completò la privatizzazione dell'azienda.
Nei primi anni 2000, BWIA cambiò leggermente la livrea degli aerei, mantenendo però il suo celebre simbolo: uno steel drum, tipico strumento musicale trinidadense. La flotta si arricchì di sette Boeing 737-800 Next Generation, due Airbus A340-300, e due Bombardier de Havilland Canada DHC-8 Q300 Dash 8 pellicolati con livrea Tobago Express, usati per i voli regionali.
Al 2003, BWIA era la compagnia aerea leader dei Caraibi, trasportando oltre 1.4 milioni di passeggeri all'anno con oltre 600 voli settimanali nella zona caraibica e 60 nel resto del mondo. I profitti ammontavano a 276 milioni di dollari all'anno, i dipendenti erano 2.588, i voli giornalieri 70, e le merci trasportate ammontavano a 8,100 tonnellate all'anno. Il magazine distribuito in cabina, Caribbean Beat, divenne molto famoso. Al contempo, BWIA viveva anche delle iniezioni di denaro del governo di Trinidad e Tobago. Inoltre, anche dopo la privatizzazione, la partecipazione azionaria del governo era rimasta alta (75%) rispetto a quella dei privati. Inoltre la società partecipava le aziende Tobago Express (45%) e LIAT (23.6%). Negli anni seguenti, il governo ridusse ulteriormente il suo impegno, senza bensì riuscire a disimpegnarsi del tutto.
L'8 settembre 2006, la BWIA West Indies Airways annunciò che, a causa del fallimento dei negoziati tra proprietari e dipendenti, avrebbe interrotto le operazioni, dopo 66 anni di storia. Il CEO Peter Davies annunciò che la storica compagnia sarebbe stata sostituita dalla nuova Caribbean Airlines, anch'essa basata a Trinidad e Tobago.

## Flotta
Aggiornata ad agosto 2006
La compagnia affiliata Tobago Express operava con dei velivoli de Havilland Canada DHC-8 Q300 Dash 8 di proprietà della BWIA.

## Aerei non più in flotta
- 2 Airbus A321-100
- 1 Boeing 737-700
- 4 Lockheed L-1011-500 TriStar (versione a lungo raggio del TriStar)
- 7 McDonnell Douglas MD-82/83
- 4 McDonnell Douglas DC-9-50
- 2 Boeing 707-320B
- 3 Boeing 727-100
- 1 Boeing 747-123
- 2 Vickers Viscount

## Premi
- 1995, 1996, 1997 - premio "Caribbean's Leading Airline" dei World Travel Awards[6]